# Braux (Alpes da Alta Provença)
Braux é uma comuna francesa na região administrativa da Provença-Alpes-Costa Azul, no departamento dos Alpes da Alta Provença. Estende-se por uma área de 11,67 km². Em 2010 a comuna tinha 126 habitantes (densidade: 10,8 hab./km²).